# Cykelgear A/S
Cykelgear A/S er en dansk virksomhed, der forhandler cykler, cykeldele og tilbehør igennem deres netbutik Cykelgear.dk. Virksomheden er lokaliseret med lager, kontor og showroom i Terndrup, hvor de har ca. 50 ansatte. Cykelgear A/S blev etableret i 2009 af brødrene Erik og Kasper Buus Larsen. I 2021 solgte de 70 % til nederlandske Foreman Capital. På det tidspunkt var det Danmarks største netbutik for cykler og cykeludstyr med en årlig omsætning på over 200 millioner kroner.